# اینگیچکا
اینگیچکا (به ازبکی: Ingichka) یک منطقهٔ مسکونی در ازبکستان است که در شهرستان نرپی واقع شده‌است. اینگیچکا ۹٬۶۷۶ نفر جمعیت دارد.